# David O. Selznick

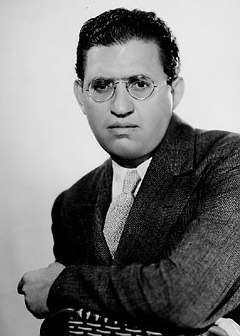
David O. Selznick

David O. Selznick (Pittsburgh (Pennsylvania), 10 mei 1902 - Hollywood (Californië), 22 juni 1965) was een Amerikaans filmproducent van Joodse komaf.
Selznick behoorde tot de belangrijkste filmproducenten van zijn tijd. Als onafhankelijk producent was hij verantwoordelijk voor onder andere Gone with the Wind (1939) en Rebecca (1940). Selznick had in de meeste van zijn films veel invloed op de inhoud, in veel gevallen zelfs meer dan de regisseur.

## Levensloop
Selznick was de zoon van Lewis J. Selznick, een filmproducent uit het tijdperk van de stomme film. Zijn oudere broer was filmproducent en agent Myron Selznick. Hij studeerde aan de Columbia-universiteit en werkte bij zijn vader tot deze in 1923 failliet ging. Na het faillissement van zijn vader maakte Selznick twee korte documentaires, één over boksen en één over Rudolph Valentino als juryvoorzitter van een schoonheidswedstrijd in Madison Square Garden.

### Carrière
In 1926 vertrok Selznick naar Hollywood, waar hij terechtkwam bij MGM-baas Louis B. Mayer, een oude zakenpartner van zijn vader. Bij MGM ging hij aan de slag als assistent van de story editor, degene die onderzoekt of een bepaalde synopsis of (literair) werk geschikt is voor verfilming. Hij werd daar al snel productieassistent en associate producer van de B-films van MGM.
In 1928 verliet hij MGM voor Paramount. Drie jaar later, in 1931, verliet hij Paramount weer om Hoofd Productie te worden bij het destijds in financiële problemen verkerende RKO. Onder zijn leiding wist RKO weer enkele successen te boeken, waaronder King Kong uit 1933. In dat jaar keerde hij terug bij MGM om daar de zeer ziek geworden producent Irving Thalberg te vervangen. In drie jaar tijd bracht hij een reeks van belangrijke, prestigieuze producties uit, zoals A Tale of Two Cities, David Copperfield en Anna Karenina (alle uit 1935).
In 1936 werd Selznick onafhankelijk van andere studio's door zijn eigen productiemaatschappij op te richten, Selznick International Pictures. United Artists distribueerde de films van Selznick International. De studio bracht een reeks kassuccessen en latere klassiekers voort, zoals The Prisoner of Zenda (1937), A Star Is Born (1937), Nothing Sacred (1937), Intermezzo (1939) en, zijn grootste en meest prestigieuze project, Gone With the Wind (1939). Deze laatste was een van de duurste filmprojecten van zijn tijd, maar wist veel mensen naar de bioscoop te lokken en gold voor een lange tijd als de best bezochte film aller tijden. Voor deze film won hij zijn eerste Academy Award voor Beste Film. In 1939 haalde Selznick de Engelse regisseur Alfred Hitchcock naar Hollywood. Hun eerste gezamenlijke film Rebecca (1940) was een groot succes, lanceerde de carrière van Hitchcock en hoofdrolspeelster Joan Fontaine en leverde Selznicks tweede Academy Award op rij. Het was de enige film van Hitchcock die een Academy Award voor Beste Film won.
Na het succes van Rebecca sloot Selznick International. Hijzelf verdiende voornamelijk geld aan het uitlenen van mensen die hij onder contract had staan, zoals Hitchcock, Fontaine, Ingrid Bergman en Vivien Leigh. In 1944 produceerde hij na een afwezigheid van drie jaar weer een film, Since You Went Away, met zijn latere vrouw Jennifer Jones in de hoofdrol. Na deze film, die zeer populair was, vatte hij zijn werk weer op. Hij produceerde Hitchcocks Spellbound (1945) met Ingrid Bergman en daarna Duel in the Sun (1946) en Portrait of Jennie (1948), de laatste twee eveneens met Jennifer Jones in de hoofdrol. Zijn gloriedagen waren echter voorbij. De meeste van zijn films wisten nauwelijks meer winst te maken, zeker nadat Hitchcocks contract afliep in 1947. Het meeste succes wist hij te behalen met Carol Reeds The Third Man (1949), die hij in gewijzigde vorm uitbracht in de Verenigde Staten. Ook zijn laatste film A Farewell to Arms uit 1957 werd geen succes.

### Privé

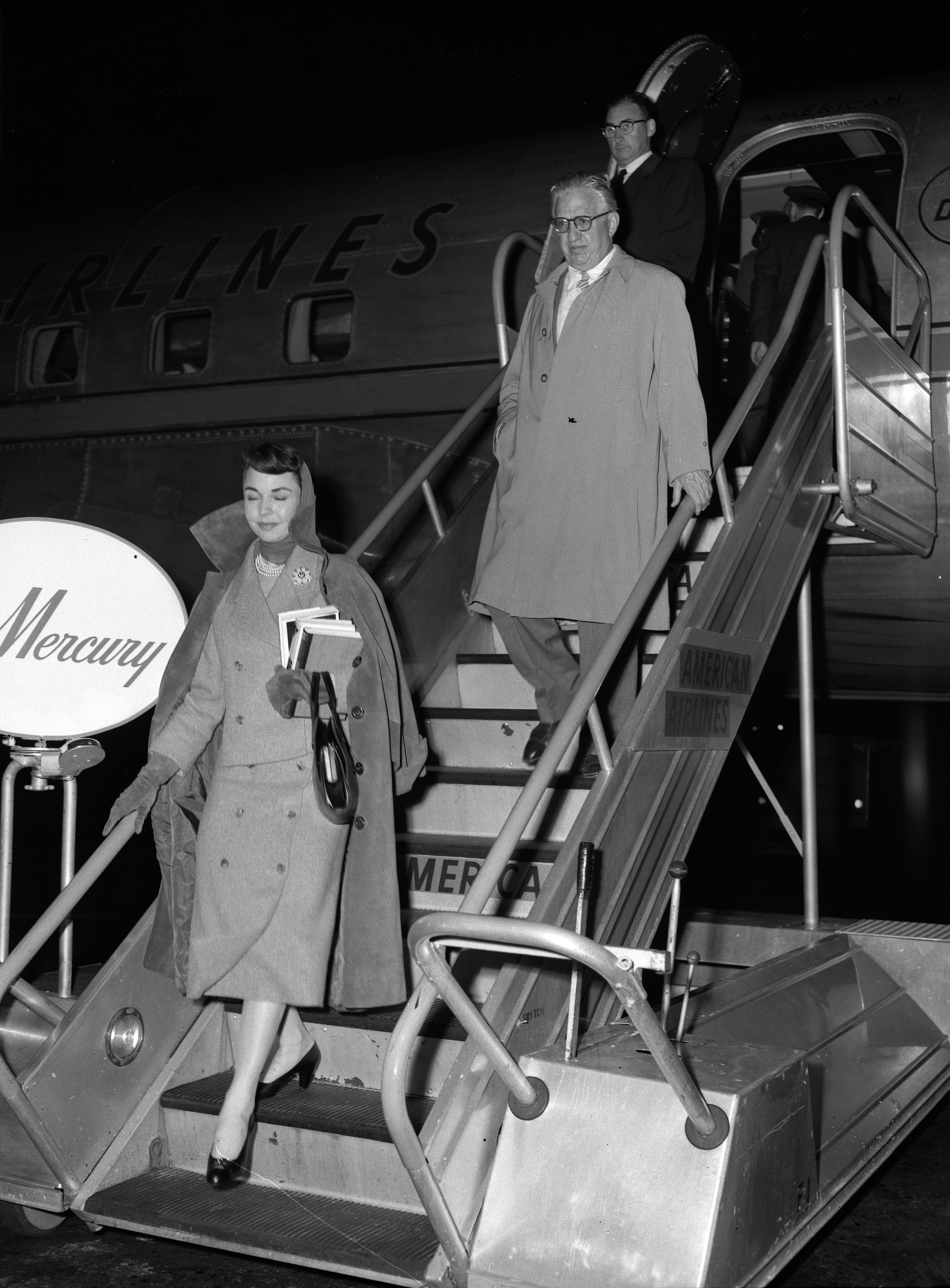
Selznick en Jennifer Jones in 1957

David O. Selznick was tweemaal getrouwd, met Irene Mayer, de dochter van MGM-baas Louis B. Mayer, van 1930 tot 1949, en met actrice Jennifer Jones van 1949 tot zijn dood in 1965. Hij had twee zoons met Irene Mayer, Daniel en Jeffrey. De dochter Mary Jennifer die hij met Jennifer Jones kreeg, pleegde in 1976 zelfmoord.
David O. Selznick stierf in 1965 op 63-jarige leeftijd aan een hartaanval.

## Reputatie
David O. Selznick wordt vaak gezien als het prototype van de onafhankelijke filmproducent. Hij maakte zijn films met veel zorg en was bereid veel geld, tijd en mankracht aan een project te besteden. Terwijl de meeste producenten zich enkel bezighouden met de financiën en administratie van een film, eiste Selznick ook betrokkenheid in de andere fasen van de filmproductie, waaronder het script, de rolverdeling, het kleurgebruik en de montage. Voor Gone With the Wind, zijn meest prestigieuze project, gebruikte hij vijftien scenarioschrijvers en drie regisseurs, onder wie George Cukor en Victor Fleming, maar hij schreef een groot gedeelte van het uiteindelijke script zelf en regisseerde enkele scènes. Ook stond hij bekend om de vele honderden memo's die hij rondstuurde tijdens de productie van een film aan vrijwel iedereen die aan de film meewerkte.
Vanwege zijn inmenging in het creatieve proces hadden verscheidene regisseurs een hekel aan hem. Het bekendste voorbeeld, Alfred Hitchcock, kon niet met Selznick overweg en verlangde naar veel meer vrijheid. Nadat zijn contract bij Selznick was beëindigd produceerde hij zijn eigen films. Hitchcock maakte in minstens twee films een verwijzing naar zijn voormalige werkgever. Zo heet in North by Northwest Cary Grants personage Roger O. Thornhill, waarbij de "O" voor niets staat, en lijkt de slechterik in Rear Window, gespeeld door Raymond Burr, sprekend op Selznick.